# Luciano Bacheta
Akshay Luciano Bacheta (Romford, Inglaterra, Reino Unido; 26 de abril de 1990) es un piloto de automovilismo británico de ascendencia italiana que fue campeón del Campeonato de Fórmula Dos de la FIA en 2012.

## Carrera

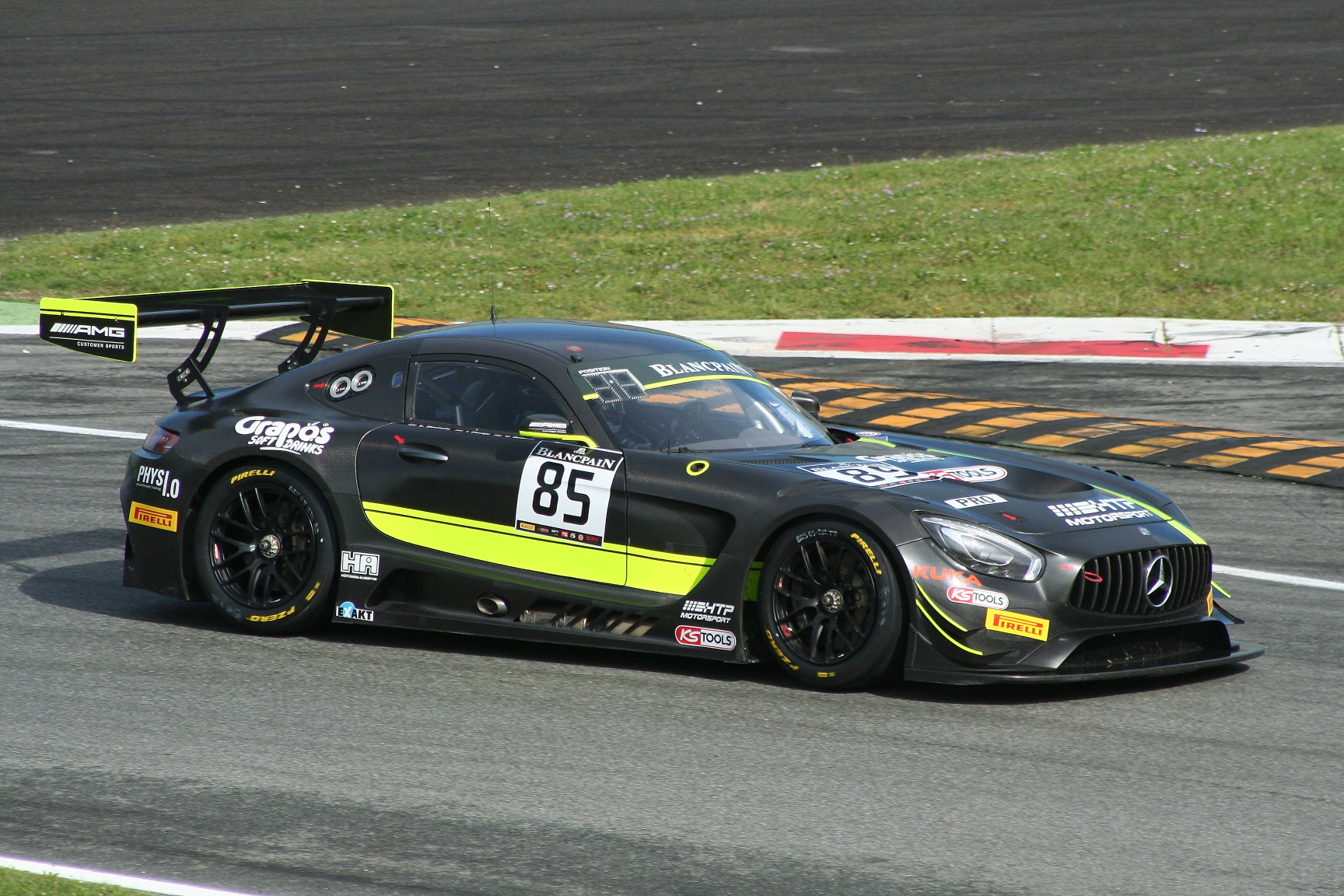
Mercedes-AMG GT3 conducido por Luciano Bacheta en 2016.

Bacheta comenzó su carrera automovilística en el karting en 2004 y estuvo activo en esa disciplina hasta 2006. Al principio de su carrera, la compañía de su padre lo apoyó financieramente. En 2006 se pasó a la categoría T Cars, en la que corrían pilotos de entre 14 y 17 años en sedanes, y ganó el campeonato de inmediato. También hizo su debut en las carreras de monoplazas en la serie de otoño de la Fórmula Palmer Audi. Ganó dos carreras y terminó tercero en el Campeonato de Pilotos. En 2007 compitió en la Fórmula Palmer Audi regular y una vez más terminó tercero. Ganó cuatro carreras. Luego participó nuevamente en la serie de otoño y terminó 14.º en el campeonato.
En 2008, Bacheta pasó a la Eurocopa de Fórmula Renault 2.0 y terminó en la posición 23 en la general. También participó en seis carreras de la Formula Renault de Europa Occidental 2.0. En 2009 continuó en la Eurocopa y mejoró hasta el puesto 16 en la clasificación general. También compitió en dos carreras en la Fórmula Renault de Europa Occidental. En 2010 Bacheta disputó su tercera temporada en la Fórmula Renault. En dicha temporada ganó una carrera por primera vez y fue subcampeón detrás de Kevin Korjus con un total de dos victorias. También participó en dos carreras de la Fórmula Renault 2.0 Británica y en la Copa de Europa del Norte de Fórmula Renault, y corrió como piloto invitado en cuatro carreras de la Fórmula BMW Europea.
A principios de 2011, Bacheta probó para Mercedes-Benz en el Deutsche Tourenwagen Masters (DTM). Sin embargo, no hubo compromiso. Finalmente pasó a la GP3 Series junto a RSC Mücke Motorsport en dicho año. El accidente que sufrió en Hungaroring fue noticia. Se salió de la pista en una zona de escapatoria sin pavimentar, su monoplaza tomó vuelo, volcó y aterrizó de cabeza en la barandilla. Bacheta tuvo suerte de que no golpeó nada con su casco. Permaneció ileso y participó en el resto del fin de semana de carreras. Después del fin de semana de carrera en Hungría, su participación en la GP3 terminó prematuramente. Acabó 22.º en el Campeonato de Pilotos, mientras que su compañero de equipo Nigel Melker terminó tercero. Posteriormente, el británico pasó al Campeonato de Fórmula Dos de la FIA, en el que compitió en dos rondas. Terminó decimotercero en la clasificación de pilotos, con un quinto lugar como mejor resultado. En 2012, Bacheta corrió a tiempo completo en la Fórmula 2. Logró ganar las primeras cuatro carreras, que lo convirtió en el primer piloto de la serie, en ganar cuatro carreras seguidas. Más adelante en la temporada ganó otra carrera. Con un total de diez podios, ganó el título de pilotos con un total de 231,5 puntos, por delante de Mathéo Tuscher. Como recompensa por ganar el campeonato, se le dio la oportunidad de completar una prueba de Fórmula 1 con Williams F1 Team.
En 2013, Luciano fichó por Zele Racing para disputar la Auto GP. Ganó una carrera y terminó segundo. A mitad de temporada se desvinculó del equipo, y terminó undécimo en el Campeonato de Pilotos.

## Vida personal
Los padres de Bacheta son oriundos de la India. También tiene antepasados de Italia. Ha sido dirigido por Anthony Hamilton desde 2011.

## Resumen de carrera
| Temporada | Categoría                                   | Equipo                  | Carreras | Victorias | Poles | VR | Podios | Puntos | Pos. |
| --------- | ------------------------------------------- | ----------------------- | -------- | --------- | ----- | -- | ------ | ------ | ---- |
| 2006      | T Cars                                      | PalmerSport Junior      | 20       | 6         | 3     | 5  | 11     | 170    | 1.º  |
| 2006      | Fórmula Palmer Audi - Trofeo de otoño       |                         | 6        | 2         | 1     | ?  | 3      | 102    | 3.º  |
| 2006      | Campeonato Ginetta Junior                   | 2                       | 0        | 0         | 0     | 2  | 0      | NC†    |      |
| 2007      | Fórmula Palmer Audi                         | 20                      | 4        | 2         | ?     | 9  | 303    | 3.º    |      |
| 2007      | Fórmula Palmer Audi - Trofeo de otoño       | 3                       | 0        | 0         | 0     | 0  | 37     | 14.º   |      |
| 2008      | Eurocopa de Fórmula Renault 2.0             | Hitech Junior Team      | 14       | 0         | 0     | 0  | 0      | 3      | 23.º |
| 2008      | Formula Renault de Europa Occidental 2.0    | Hitech Junior Team      | 6        | 0         | 0     | 0  | 0      | 2      | 26.º |
| 2009      | Eurocopa de Fórmula Renault 2.0             | Epsilon Sport           | 12       | 0         | 0     | 0  | 0      | 11     | 16.º |
| 2009      | Formula Renault de Europa Occidental 2.0    | Epsilon Sport           | 2        | 0         | 0     | 0  | 0      | 11     | 13.º |
| 2010      | Eurocopa de Fórmula Renault 2.0             | Interwetten Junior Team | 16       | 1         | 0     | 2  | 6      | 124    | 2.º  |
| 2010      | Fórmula BMW Europea                         | DAMS                    | 4        | 0         | 0     | 0  | 0      | N/A    | NC†  |
| 2010      | Copa de Europa del Norte de Fórmula Renault | Interwetten Junior Team | 2        | 0         | 0     | 0  | 0      | 1      | 32.º |
| 2010      | Fórmula Renault 2.0 Británica               | Team Firstair           | 2        | 0         | 0     | 0  | 0      | 14     | 25.º |
| 2011      | GP3 Series                                  | RSC Mücke Motorsport    | 12       | 0         | 0     | 0  | 0      | 4      | 22.º |
| 2011      | Campeonato de Fórmula Dos de la FIA         | MotorSport Vision       | 4        | 0         | 0     | 0  | 0      | 18     | 13.º |
| 2012      | Campeonato de Fórmula Dos de la FIA         | MotorSport Vision       | 20       | 5         | 3     | 5  | 8      | 231.5  | 1.º  |
| 2013      | Auto GP World Series                        | Zele Racing             | 8        | 1         | 0     | 0  | 2      | 49     | 11.º |
| 2014      | European Le Mans Series - LMP2              | Greaves Motorsport      | 3        | 0         | 0     | 0  | 0      | 22     | 13.º |
| 2015      | Renault Sport Trophy - Clase Elite          | Oregon Team             | 9        | 0         | 0     | 0  | 0      | 62     | 5.º  |
| 2015      | Renault Sport Endurance Trophy              | Oregon Team             | 6        | 1         | 1     | 0  | 3      | 72     | 3.º  |
| 2016      | Blancpain GT Series Endurance Cup           | HTP Motorsport          | 5        | 0         | 0     | 0  | 0      | 10     | 34.º |
| Fuente:   |                                             |                         |          |           |       |    |        |        |      |

- † Era piloto invitado, por lo que no sumó puntos.

## Resultados

### GP3 Series
(Clave) (negrita indica pole position) (cursiva indica vuelta rápida puntuable)

| Año  | Escudería            | 1   | 1   | 2   | 2   | 3   | 3   | 4   | 4   | 5   | 5   | 6   | 6   | 7   | 7   | 8   | 8   | Pos. | Puntos | Ref.  |
| ---- | -------------------- | --- | --- | --- | --- | --- | --- | --- | --- | --- | --- | --- | --- | --- | --- | --- | --- | ---- | ------ | ----- |
| 2011 | RSC Mücke Motorsport | EST | EST | BAR | BAR | VAL | VAL | SIL | SIL | NÜR | NÜR | BUD | BUD | SPA | SPA | MNZ | MNZ | 22.º | 4      | [ 7 ] |
| 2011 | RSC Mücke Motorsport | Ret | 19  | 22  | 16  | 18  | 10  | 5   | 19  | 25  | 25  | 17  | Ret |     |     |     |     | 22.º | 4      | [ 7 ] |

### Campeonato de Fórmula Dos de la FIA
(Clave) (negrita indica pole position) (cursiva indica vuelta rápida)

| Año     | 1     | 2       | 3     | 4       | 5       | 6       | 7         | 8       | 9       | 10      | 11      | 12       | 13       | 14      | 15      | 16      | Pos. | Puntos |
| ------- | ----- | ------- | ----- | ------- | ------- | ------- | --------- | ------- | ------- | ------- | ------- | -------- | -------- | ------- | ------- | ------- | ---- | ------ |
| 2011    | SIL 1 | SIL 2   | MAG 1 | MAG 2   | SPA 1   | SPA 2   | NÜR 1     | NÜR 2   | BRH 1   | BRH 2   | RBR 1 7 | RBR 2 10 | MNZ 1 10 | MNZ 2 5 | CAT 1   | CAT 2   | 13.º | 18     |
| 2012    | SIL 1 | SIL 2 1 | ALG 1 | ALG 2 1 | NÜR 1 2 | NÜR 2 6 | SPA 1 Ret | SPA 2 1 | BRH 1 3 | BRH 2 6 | LEC 1 2 | LEC 2 5  | HUN 1 3  | HUN 2 8 | MNZ 1 4 | MNZ 2 3 | 1.º  | 231.5  |
| Fuente: |       |         |       |         |         |         |           |         |         |         |         |          |          |         |         |         |      |        |

### European Le Mans Series
(Clave) (negrita indica pole position) (cursiva indica vuelta rápida)

| Año  | Escudería          | Clase | Automóvil          | 1   | 2   | 3   | 4   | 5   | Pos. | Puntos | Ref.  |
| ---- | ------------------ | ----- | ------------------ | --- | --- | --- | --- | --- | ---- | ------ | ----- |
| 2014 | Greaves Motorsport | LMP2  | Zytek Z11SN-Nissan | SIL | IMO | SPI | LEC | EST | 13.º | 22     | [ 6 ] |
| 2014 | Greaves Motorsport | LMP2  | Zytek Z11SN-Nissan |     |     | 4   | 5   | Ret | 13.º | 22     | [ 6 ] |